# Nationalpark Laguna del Tigre
Der Nationalpark Laguna del Tigre liegt im nördlichen Guatemala auf dem Gebiet des Municipios San Andrés im Departamento Petén. Es handelt sich um das größte Schutzgebiet für Süßwasser-Moorland in Zentralamerika. Der Park wurde 1989 gegründet und bildet ein bedeutungsvolles Feuchtgebiet in Guatemala. Das ausgedehnte, periodisch überschwemmte Gebiet hat einen einzigartigen Charakter mit Savannen und Übergangswäldern. Der Nationalpark Laguna del Tigre liegt im Biosphärenreservat Reserva de la Biósfera Maya (RBM), das den gesamten Norden Peténs umfasst. Der Nationalpark ist Teil der Liste für Feuchtgebiete internationaler Bedeutung der Ramsar-Konvention. Zudem ist der Park im Montreux Register als einer der Orte vermerkt, an dem widrige Veränderungen des ökologischen Charakters vorgenommen wurden.

## Allgemeine Beschreibung
Der Nationalpark Laguna del Tigre erstreckt sich über 289.912 Hektar und liegt zwischen 60 und 182 Meter über dem Meeresspiegel. Er ist einer von vier Nationalparks der Reserva de la Biosfera Maya. Permanent bestehende Wasservorkommen und Flüsse (Rio San Pedro, Chocop und Escondido) wechseln sich ab mit saisonal bestehenden Wasservorkommen. Somit ist ein saisonal gefluteter Wald im Wechsel mit leicht erhöhtem, trockenem Wald entstanden. Dies wiederum hat zu verschiedenen Vegetationszonen geführt: Der Park hat vier dauerhaft bestehende Lagunen, von welchen sich drei bei starkem Regen von Juli bis Dezember vermischen. Innerhalb des Aufstellungsortes befinden sich sieben Bereiche von archäologischem Wert. Um den Nationalpark herum lebt die Bevölkerung von Erdölförderung und Viehhaltung. Die Parkverwaltung versucht, illegale Wilderei zu unterbinden.

## Biodiversität
Im Nationalpark sowie dem Biotop Laguna del Tigre befinden sich 14 natürliche Ökosysteme. Das Gelände ist eines der wichtigsten Feuchtgebiete Mesoamerikas: besonders die Trinkwasserversorgung der Region ist abhängig von dessen Natur. Außerdem befinden sich mehr als 300 Seen in dem ganzen Gebiet, darunter kleine tropische Seen.
Der CONAP Masterplan 1999 hält fest, dass sich im Nationalpark Laguna del Tigre 188 Vogelarten, 90 Schmetterlingsarten (Lepidoptera-Arten) und 17 Amphibienarten (Tetrapoda-Arten) befinden. Obwohl es wenige systematische Studien über Säugetiere gibt, deuten Schätzungen darauf hin, dass der Park Heimat von bis zu 130 verschiedenen Tiergattungen ist (Zarza & Pérez, 2000). Der Park ist Heimat von der größten Anzahl von Beulenkrokodilen (Crocodylus moreletii) in Guatemala. Zusätzlich ist die Gegend Heimat von anderen endemischen, bedrohten Tierarten, wie zum Beispiel von schwarzen Brüllaffen (Alouatta pigra) und Tabascoschildkröten (Dermatemys mawii). Unter den Katzentieren befinden sich Jaguare (Panthera onca), Pumas (Felis concolor), und Guatemala-Langschwanzkatzen (Leopardus wiedii). Auch haben Tierarten wie Tapire, Jabirus und Rote Guacamayas (Papageienart) ihren Lebensraum im Gebiet des Nationalparks Laguna del Tigre. Viele Spezies der Gegend stehen auf der IUCN Roten Liste (Parkswatch, 2003).
Die Biodiversität des Nationalparks und des darin liegenden Biotops sind von hoher Bedeutung für globale Biodiversität, da eine hohe Artenvielfalt in einer vergleichsweise kleinen Fläche vorhanden ist. Während viele Tiere in der ganzen Welt vom Aussterben bedroht sind, kann man durch Mechanismen und Initiativen die Artenvielfalt und Biodiversität im Nationalpark Laguna del Tigre schützen und somit vor Bedrohungen retten. Dies kann auch bestärkt werden durch nachhaltigen Tourismus (auch: Sanfter Tourismus) in der Region.

## Erdölvorkommen
Das Gebiet ist sehr reich an Erdölvorkommen. Im August 1985 vergab die guatemaltekische Regierung, genauer gesagt, das Ministerium für Energie und Bergbau, eine Lizenz (2-85) zur Erdölgewinnung im Gebiet des heutigen Nationalpark Laguna del Tigre an das französische Erdöl-Unternehmen Perenco (vor 2001: Basic Resources). Da solche Abbaulizenzen 25 Jahre gültig sind, konnte der Erdölabbau in dieser Zone nicht verhindert werden, auch wenn sie den Maßstäben des Nationalparks nicht entsprach.
Zurzeit gibt es 23 Bohrtürme, der Großteil dieses Erdöls schlechter Qualität wird in einer Pipeline an die Karibikküste transportiert, um dann in den USA raffiniert zu werden. Nur ein Teil bleibt im Land und wird vor allem als Asphalt verwendet. Verschärft hat sich die Situation dann 1992, als die Regierung die Lizenz von der damaligen Basic Resources auf fast 200.000 Hektar ausweitete, darin enthalten das ganze Biotop Laguna del Tigre und mehr als die Hälfte des Naturparks. Das alles, obwohl das Gebiet international geschützt ist. Zwar wurde ein staatliches Umweltgutachten erstellt, das wiederum von der chilenischen Umweltschutzkommission CONAMA genehmigt wurde. Doch der inzwischen eingeführte Nationalrat für geschützte Gebiete (CONAP), verantwortlich für alle Nationalparks, lehnte dieses ab. Der Erdölkonzern gab sich jedoch nicht geschlagen, legte dagegen Einspruch ein, so dass das Landwirtschaftsministerium als letzte Instanz das ganze Vorhaben dann doch genehmigte. Die Finanzmittel für die Erdölförderung erhielt die Basic Resources vor allem von der Weltbank, die den Ausbau der Pipeline finanzierte. Ein inzwischen von der Ramsar-Konvention vorgelegtes Gutachten kommt zu dem Schluss, dass sich die Förderung nur auf das anfangs kleine Gebiet beschränken sollte (DGS, 2000).
Durch die Erdölförderung wird der Nationalpark Laguna del Tigre massiv geschädigt. Ende Juli 2010 verlängerte die guatemaltekische Regierung die Fördergenehmigung für den französischen Ölmulti PERENCO endgültig für weitere 15 Jahre. Gegen diese Entscheidung sind mehrere Klagen von Naturschutzverbänden und prominenten Einzelpersonen anhängig.

## Menschliches Eingreifen
Der Nationalpark könnte in einen kritischen Gefahrzustand geraten und wird womöglich nicht fähig sein, die vorhandene biologische Vielfalt in unmittelbarer Zukunft zu schützen und zu erhalten, es sei denn, dass dringliche Schritte gegen diese Entwicklungen unternommen werden. Die drei Hauptgefahren stellen die Gegenwart menschlicher permanenter Niederlassungen sowie neue Niederlassungen dar, übergreifende Landwirtschaft sowie Viehhütung, Waldbrände, die Ölindustrie, Gesetzwidrigkeiten, die gemeinsam erreichen könnten, die institutionelle Kontrolle über die Gegend zu schwächen.
Vertreter von Gemeinden aus dem Naturschutzgebiet prangerten im September 2010 die weitere Zerstörung des Nationalparks an und machten die Erdölförderung, den Anbau von afrikanischen Ölpalmen und Jatrophapflanzen für sogenannten Biodiesel und die Viehwirtschaft der Drogenkartelle dafür verantwortlich. Außerdem kritisierten sie die erst kurz zuvor erfolgte Installation von sechs Militärstützpunkten im Naturschutzpark. Die Bauern und Indigenen in diesem Gebiet fürchten, von ihrem angestammten Grund und Boden vertrieben zu werden, um den sie seit langem mit örtlichen Großgrundbesitzern streiten. Im Jahr 2009 hatte es bei Vertreibungen von Bauern mehrere Tote gegeben. Im September 2010 wurde der Koordinator der Bauern- und Indigenenorganisation CONIC für die Region Petén, Ricardo Estrada, von Unbekannten erschossen.

## Vorhaben und Maßnahmen
Gemeinsam mit der guatemaltekischen Regierung soll über eine Alternative zu der nachhaltigen Entwicklung zum Thema Erdölabbau nachgedacht werden. Möglich wären ähnliche Mechanismen wie sie auch in der Yasuní-ITT-Initiative für den ecuadorianischen Nationalpark Yasuní aktuell im Gespräch sind. Der Nationalpark Yasuní in Ecuador ist eines der artenreichsten Gebiete der Welt. Auf nur einem Hektar des Parks gibt es so viele Arten von Bäumen wie in den USA und Kanada zusammen. Da der Erdölabbau folgenreiche Schäden für die Biodiversität, Artenvielfalt und die Erhaltung der Natur in der Region verursacht, soll eine Alternative eingeführt werden: Mit Hilfe einer solchen Initiative würde auf die Förderung von Erdöl im Nationalpark vollständig verzichtet, sowie die einzigartige Biodiversität geschützt. Durch die Nicht-Förderung würde eine Emission von über 400 Millionen Tonnen CO2 vermieden, das mehr als die jährliche Emission von Ländern wie etwa Frankreich oder Brasilien ist. Außerdem bliebe der Lebensraum für die indigene Bevölkerung bestehen. Als Ausgleich, zum Schutz der Natur und deren biologischer Vielfalt, soll es Kompensationszahlungen von unterschiedlichen Partnern – unter anderem auch von Deutschland – an das Land Guatemala geben. Dadurch, und auch durch die Vermeidung von CO2-Emissionen, soll die nachhaltige Entwicklung Guatemalas gefördert werden.